# Bang (canção de Blur)
"Bang" é uma canção escrita por Damon Albarn, Graham Coxon, Alex James e Dave Rowntree, gravada pela banda Blur.
É o terceiro single do álbum de estreia lançado a 26 de Agosto de 1991, Leisure.